# Torano Castello
Torano Castello är en ort och kommun i provinsen Cosenza i regionen Kalabrien i Italien. Kommunen hade 4 601 invånare (2018).